# アドルフ・ヨハン2世 (プファルツ＝クレーブルク公)
アドルフ・ヨハン2世（ドイツ語：Adolf Johann II., 1666年8月21日 - 1701年4月27日）は、プファルツ＝クレーブルク公。アドルフ・ヨハン1世とエリーザベト・ブラーエの三男。スウェーデン王カール10世の甥、カール11世の従弟に当たる。
1689年の父の死後、プファルツ＝クレーブルク公を継いだが、1701年に死去した。子が無かった為、弟のグスタフ・ザムエル・レオポルトが後を継いだ。